# Сичевая, Валентина Ивановна
Сичевая Валентина Ивановна (род. 9 апреля 1952, Весёлый Подол, Днепропетровская область) — советская и украинская экономист, исполняющая обязанности председателя Херсонской областной государственной администрации (2015—2016).

## Биография
Родилась 9 апреля 1952 года в селе Весёлый Подол Пятихатского района Днепропетровской области.
Окончила Херсонский индустриальный институт по специальности бухгалтерский учёт и анализ хозяйственной деятельности, получив квалификацию экономиста.
В июле 1970 — марте 1971 года — лаборант-проборазделитель, в марте—октябре 1971 года — статист химической лаборатории государственной инспекции по качеству южных руд «Гикюгруда» в городе Кривой Рог Днепропетровской области.
В октябре 1971 — апреле 1972 года — ученица кокономотательницы, в апреле 1972 — мае 1975 года — кокономотательница 5-го разряда кокономотального цеха Запорожской шелкомотальной фабрики Запорожской области.
В июле 1975 — августе 1976 года — оператор связи 96-го отделения связи Жовтневого районного цеха связи в городе Кривой Рог Днепропетровской области.
В августе 1976 — марте 1978 года — ученик Криворожского техникума советской торговли Днепропетровской области.
В апреле 1978 — январе 1979 года — бухгалтер Херсонского ремонтно-монтажного комбината. В январе—августе 1979 года — экономист магазина «Океан» в городе Херсоне. В августе 1979 — апреле 1981 года — главный бухгалтер Херсонского дорожно-строительного участка треста «Облмежколхоздорстрой».
В апреле 1981 — августе 1984 года — старший ревизор управления торговли Херсонского областного исполнительного комитета.
В августе 1984 — марте 1985 года — бухгалтер воинской части полевая почта 29121 в Афганистане. В марте 1985 — сентябре 1986 года — инструктор по учёту партийных и комсомольских документов воинской части, полевая почта 16411 в Афганистане.
В ноябре 1986 — апреле 1987 года — экономист отдела труда и заработной платы управления торговли Херсонского областного исполнительного комитета. В апреле 1987 — марте 1992 года — старший ревизор контрольно-ревизионного отдела Херсонского областного исполнительного комитета.
В марте—августе 1992 года — ревизор по срочному трудовому контракту независимой аудиторской фирмы «Приоритет» города Херсона. В августе 1992 — марте 1994 года — главный бухгалтер коммерческого предприятия «Меркурий» города Херсона.
В апреле—июле 1994 года — бухгалтер, в июле 1994 — июне 1995 года — бухгалтер-аудитор, в июне 1995 — ноябре 1996 года — генеральный директор украино-итальянского ООО «Днепр инжиниринг энд констракшн ЛТД» города Херсона. Одновременно, в апреле 1994 — ноябре 2014 года — директор частного предприятия «Аудит-гарант» города Херсона.
В ноябре 2014 — 2017 года — 1-й заместитель председателя Херсонской областной государственной администрации.
18 декабря 2015 — 28 апреля 2016 года — исполняющий обязанности главы Херсонской областной государственной администрации.